# Kepo'
Kepo', ook Kepoq, is een Austronesische taal die door ongeveer 10.000 (2000) mensen wordt gesproken in Centraal Flores, tussen Manggarai en Rembong, en in een apart gebied tussen Manggarai en Wae Ranaoosten. Flores behoort tot de Kleine Soenda-eilanden van Indonesië.

## Classificatie
- Austronesische talen (1268)
  - Malayo-Polynesische talen (1248)
    - Centraal-Oostelijke talen (708)
      - Centraal-Malayo-Polynesische talen (168)
        - Bima-Soembatalen (27)
          - Kepo'

Anakalangu · Bimanees · Dhao · Ende-Liotalen (4) · Kamberaas · Kepo' · Kodisch · Komodo · Lambojaas · Laura · Mamboru · Manggarai · Ngadha · Oost-Ngadha · Paluees · Rajong · Rembong · Riung · Rongga · Savunees · So'a · Wadjewaas · Wae Rana · Wanukaka